# 東中野教会

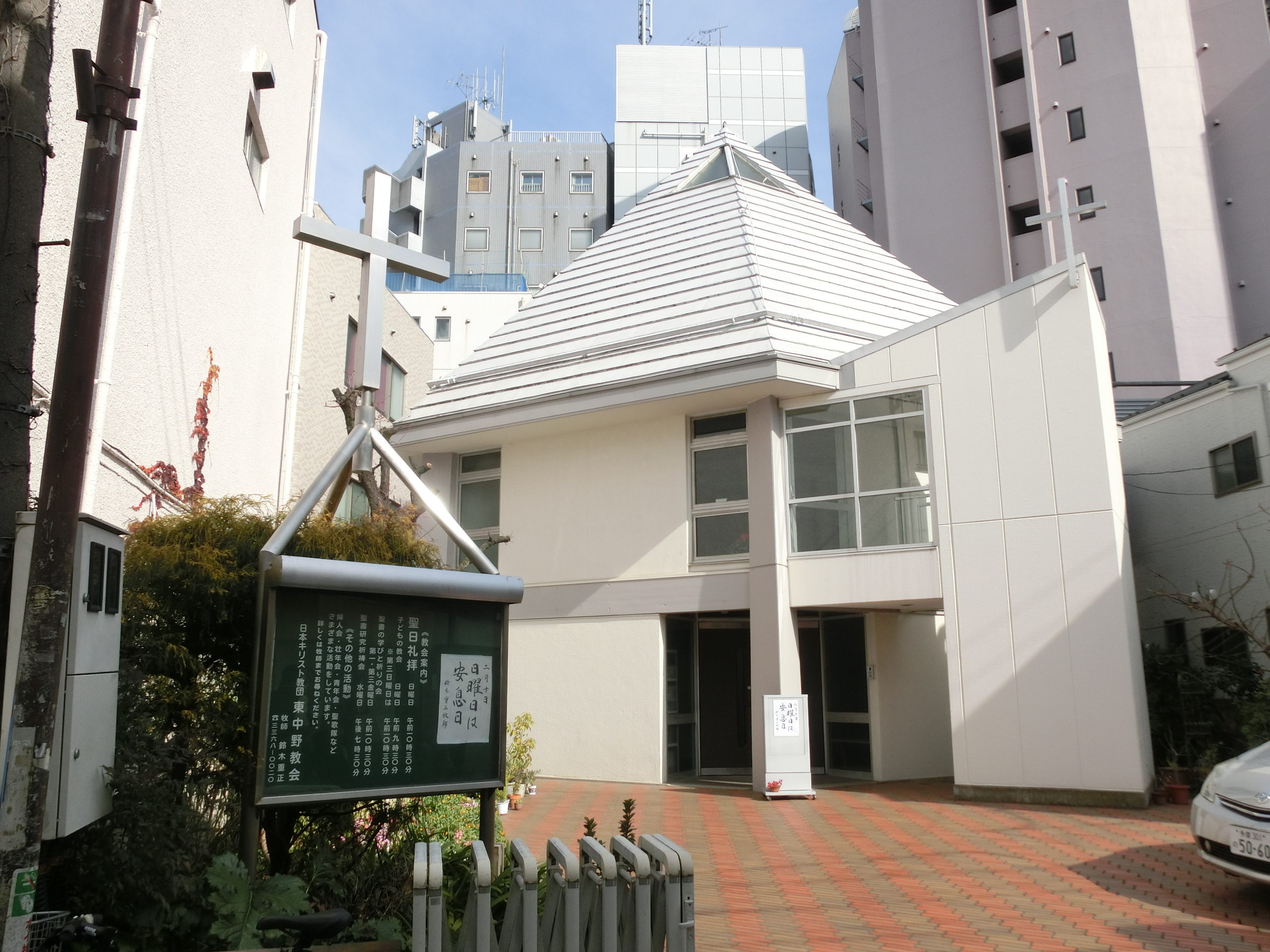
東中野教会

東中野教会（ひがしなかのきょうかい）は、東京都中野区東中野にある、元独立系の日本基督教団に所属するプロテスタント教会。

## 歴史
- 1910年 - 幼児教育者、社会事業者の野口幽香が保母のために聖書研究会を開いて二葉独立教会の基礎を築く。
- 1921年 - 賛美歌の大家由木康が牧師に就任する。
- 1941年 - 日本基督教団の成立と共に、教団に所属する。